# Chassagny
Chassagny foi uma comuna francesa na região administrativa de Auvérnia-Ródano-Alpes, no departamento de Ródano. Estendia-se por uma área de 9,33 km². Em 2010 a comuna tinha 1 245 habitantes (densidade: 133,4 hab./km²).
Em 1 de janeiro de 2018, passou a formar parte da nova comuna de Beauvallon.